# Sergio Oksman
Sergio Oksman (São Paulo, 1970)es un cineasta hispano-brasileño residente en España desde 1999.

## Biografía
Nacido en São Paulo, se formó en su país natal en Periodismo y marchó a Nueva York a estudiar Cine.  En 1999 se traslada a Madrid, y al año siguiente empieza a trabajar con el productor Elías Querejeta.
Sus películas han participado con éxito en distintos festivales como el de San Sebastián o el de Locarno. En 2013 recibió el Goya al mejor corto documental por Una historia para los Modlin
Es jefe de la especialidad de Documental en la Escuela de Cinematografía y del Audiovisual de la Comunidad de Madrid (ECAM).

## Películas
• La esteticién (2004, 95') •  
Emmy B. fue cobaya de Joseph Mengele en Auschwitz. Sesenta años más tarde, acepta participar en una película. Ante los ojos del espectador, el documental cambia de rumbo y se convierte en una reflexión sobre las trampas de la memoria.
• Goodbye, America (2006, 80') • 
Se llama Al Lewis. Tiene más de noventa años y está sentado frente a un gran espejo. Mientras el maquillador le caracteriza por última vez como El Abuelo de la serie The Munsters, la fantástica memoria de Al ilumina el cristal con escenas que no sólo marcaron su vida, sino la de muchos otros.
• Notes on the Other (2009, 13') • 
Cada verano, una multitud de dobles de Ernest Hemingway se reúne en Florida para elegir al auténtico Hemingway tras la muerte de éste. Un día, en 1924, el auténtico Ernest Hemingway también quiso ser otro.
• A Story for the Modlins (2012, 26') • 
Después de aparecer en La Semilla del Diablo, Elmer Modlin huyó con su familia a un país lejano y se encerró durante treinta años en un piso oscuro.
• O Futebol (2015, 70') • 
Sergio y su padre Simão no se han visto desde hace más de veinte años. Coincidiendo con el Mundial de Fútbol de 2014, Sergio regresa a su ciudad natal, São Paulo, con la intención de ver juntos todo el mundial, del primer al último partido. Conforme pasan los días, el pacto entre padre e hijo parece señalar los pasos de un peligroso ritual. 
• Una película de miedo (2025, 72') • 
Durante las vacaciones de verano, un cineasta y su hijo de doce años se alojan en un hotel abandonado de Lisboa: un hotel vacío como el de la película El resplandor.

## Festivales y premios destacados
La esteticién
- WorldFest Houston 2005 • Premio Especial del Jurado
- Festival Internacional de San Sebastián
- Visions du Réel
- Thessaloniki Documentary Festival

Goodbye, America
- Seminci 2006 • Segundo Premio Tiempo de Historia

Notes on the Other
- Warsaw Internartional Film Festival 2009 • Mejor Cortometraje
- Un Festival C'est Trop Court! Nice 2010 • Grand Prix
- Guangzhou International Documentary Festival 2010 • Mejor Documental
- San Diego Latino Film Festival 2010 • Mejor Película Experimental
- Alcances 2010 • Mejor Cortometraje
- Sheffield Doc/Fest 2009
- Festival dei Popoli 2009
- IDFA 2009
- DOK Leipzig 2009
- Doclisboa 2009
- ZINEBI 2009
- Kassel Documentary Film Festival 2009
- Sundance 2010
- True/False 2010
- Karlovy Vary International Film Festival 2010
- Curtas Vila do Conde 2010
- Silverdocs 2010
- Hot Docs 2010
- Full Frame 2010
- Ann Arbor 2010
- Zagreb Dox 2010
- DOCSDF 2010
- Festival Cinematográfico Internacional del Uruguay 2010

A story for the Modlins 
- Premio Goya 2013 • Mejor Cortometraje Documental
- Karlovy Vary International Film Festival 2012 • Best Documentary Film (under 30 minutes)
- Warsaw Film Festival 2012 • Grand Prix
- Festival International du Court Métrage à Clermont-Ferrand 2013 • Grand Prix (Labo)
- Festival International du Court Métrage à Clermont-Ferrand 2013 • Premio del Público
- Curtas Vila do Conde 2012 • Gran Premio Cidade de Vila do Conde
- Documenta Madrid 2012 • Primer Premio Competición Internacional
- Festival dei Popoli 201 •. Miglior Cortometraggio Documentario
- XIV Concurso Iberoamericano de Cortometrajes Versión Española • Primer Premio
- Festival dei Popoli 2012 • Premio “Lorenzo de’ Medici”
- l'Alternativa 2012 • Mejor Cortometraje
- dokumentART 2012 • City of Neubrandenburg Award
- dokumentART 2012 • Premio del Público
- Cinema Eye Honors 2013 • Outstanding Achievement in Nonfiction Short Filmmaking
- FIDMarseille 2012
- EBS Seoul 2012
- New York Film Festival 2012
- New Orleans Film Festival 2012
- Viennale 2012
- Doclisboa 2012
- Uppsala International Short Film Festival 2012
- Dok Leipzig 2012
- Escales Documentaires 2012
- Tirana International Film Festival 2012
- IDFA 2012
- Dokufest 2013 • International Dox Award for Best Short Film
- New Orleans Film Festiva.l • Documentary Short Award
- BAFICI 2013 • Mejor Cortometraje "Vanguardia y Género”
- Nashville Film Festival • Best Documentary
- É Tudo Verdade 2013 • Mejor Cortometraje
- Open Cinema, St.Petersburg • Best Non-fiction Short Film
- Full Frame • Best Short Honorable Mention
- International Documentary Film Festival OFF CINEMA • Grand Prix
- ZINEBI 2012 • Mikeldi de Plata
- West Nordic International Film Festival • Best Documentary
- Festival Internazionale del Cinema d’Arte, Milan • Primer Premio
- Festival Internacional de Huesca • Primer Premio
- MiradasDoc • Mejor Documental
- Regard Sur Le Court Métrage au Saguenay • Best Documentary
- Sleepwalkers Short Film Festival, Estonia •  Grand Prix
- San Francisco Frozen Film Festival  • Best Short Documentary
- Festival de Aguilar de Campoo • Mejor Película
- FIDOCS • Premio del Público
- Cortocircuito • Mejor Documental Nacional
- Guanajuato International Film Festival • Best International Short Documentary
- Flickerfest Sydney 2013
- Sundance  2013
- Festival Internacional de Cine de Cartagena de Indias 2013
- True/False 2013
- Festival Internacional de Cine en Guadalajara 2013
- Go Short Nijmegen 2013
- IBAFF 2013
- Fantasporto • 2013
- San Francisco International Film Festival 2013
- Full Frame 2013
- Oberhaunsen International Short FIlm Festival 2013
- EDOC 2013
- Provincetown International Film Festival 2013
- Festival Internacional de Cine LIMA INDEPENDIENTE 2013
- The New Zealand International Film Festival 2013
- Melbourne International Film Festival 2013
- Open Cinema St.Petersburg 2013
- Portobello Film Festival 2013
- Sarajevo Film Festival 2013
- Hot Springs Documentary Film Festival 2013
- Janela Internacional de Cinema do Recife 2013
- RIDM 2013
- Festival de Cine Europeo de Sevilla  2013
- DocPoint 2014
- Busan International Film Festival 2014
- Oberhausen International Short Film 2014
- Jerusalem Film Festival  2014
- Helsinki International Film Festival 2014

O futebol
- Festival del Film Locarno 2015
- Festival de Cine Europeo de Sevilla  2015
- Festival dei Popoli • Mejor Largometraje del Concurso Internacional
- Festival É Tudo Verdad • Mejor Largometraje
- Festival Cinematográfico Internacional del Uruguay • Premio ACCU/Fipresci
- Dokufest • Mención Especial del Jurado
- FIC Valdivia 2015
- Warsaw International Film Festival 2015
- Doclisboa 2015
- DOK Leipzig 2015
- Festival Internacional de Cine de Mar del Plata 2015
- Filmer à Toux Prix 2015
- RIDM 2015
- Pravo Ljudski, 2015
- l’Alternativa 2015
- IDFA 2015
- Festival Internacional del Nuevo Cine Latinoamericano 2015
- Transcinema Lima 2015
- Porto/Post/Doc  2015
- Docpoint 2016
- Ficunam 2016
- Cinéma du Réel 2016
- True/False 2016
- Festival Internacional de Cine de Cartagena de Indias 2016
- Art of the Real Lincoln Center 2016
- Docaviv 2016
- EDOC 2016